# Dabragezas
Dabragezas (altgriechisch Δαβραγέζας) war ein Heerführer des Byzantinischen Reiches 554 und 555.
Im Krieg gegen die Perser um den Einfluss in Lasika führte er 554 zusammen mit Usigardos einen Trupp von 600 Reitern zum Schutz der Belagerungstruppen, die die persische Festung Onoguris nahe der lasikischen Hauptstadt Archaiopolis, dem heutigen Nokalakevi in Georgien, einnehmen wollten. Als sie eintrafen, gerieten die überraschten Perser in Panik und flohen. In den Historien des Agathias wurde Dabragezas für das Jahr 555 als Taxiarch von antischer Herkunft bezeichnet. Am oberen Phasis gelang es ihm, zwei Schiffe der Perser zu erbeuten.
Weitere Informationen über seine Person sind nicht überliefert, auch die Etymologie seines Namens ist unbekannt. Dass es sich bei dem für das Jahr 556 erwähnten „Leontios, Sohn des Dabragezas“ tatsächlich um den Sohn dieses Namensträgers handelt, ist möglich, aber nicht sicher.